# 東海村JCO臨界事故
東海村JCO臨界事故（とうかいむらジェー・シー・オーりんかいじこ）は、1999年9月30日、茨城県那珂郡東海村にある株式会社ジェー・シー・オー（住友金属鉱山の子会社。以下「JCO」）の核燃料加工施設で発生した原子力事故（臨界事故）である。日本国内で初めて、事故被曝による死亡者を出した。

## 概要
1999年9月30日、JCO東海事業所の核燃料加工施設内で核燃料を加工していた最中、ウラン溶液が臨界に達して核分裂連鎖反応が発生し、この状態が約20時間持続した。これにより、至近距離で多量の中性子線を浴びた作業員3名中、2名が死亡、1名が重症となったほか、667名の被曝者を出した。
事故原因は核燃料の加工工程において、JCO側が事故防止を重視した正規のマニュアルではなく「裏マニュアル」を作成して作業を行うなどの杜撰な管理を行った上、事故前日より作業の効率化を図るためその「裏マニュアル」からも逸脱した手順で作業を行っていたためであった。事故後、法人としてのJCOと、JCO東海事業所所長を始めとした6人が起訴されて裁判で刑事責任を問われた他、JCOは内閣府から加工事業許可取り消し処分を受け、ウラン再転換事業の廃止を余儀なくされた。
国際原子力事象評価尺度 (INES) でレベル4（事業所外への大きなリスクを伴わない）に相当する事故である。

## 事故の推移
- JCOでは1999年度に、高速増殖炉の研究炉「常陽」で使用される核燃料（濃縮度18.8 %[注 1]、ウラン濃度380 gU/リットル以下の硝酸ウラニル溶液、約160リットル）の製造を請け負っていた[3]。
- 1999年9月、まずウランの精製作業が中旬から28日まで行われ、翌29日より硝酸ウラニル溶液の均一化作業が始まった。
- 9月30日、転換試験棟にてJCOの作業員たちが、硝酸ウラニル溶液を沈殿槽にバケツで流し込む作業を行っていた。午前10時35分ごろ、7杯目をバケツで流し込んだところ、沈殿槽内で硝酸ウラニル溶液が臨界となり、警報が鳴動した[4]。沈殿槽は言わば「むき出しの原子炉」の状態となり、短時間の被曝で致死量に達する猛烈な中性子線が発生し、建物内部だけにとどまらず事業所の敷地外にまで拡散した[5]。
- 同11時15分、臨界事故の可能性ありとの第一報がJCOから科学技術庁に入る[6]。しかしJCOは消防に対する通報では原子力事故である旨を伝えなかったため、出動した救急隊員はそのような認識をもたず救助活動を行い、放射線被曝することになった[7]。

11時52分、被曝した作業員3名を乗せた救急車が国立水戸病院（現・国立病院機構水戸医療センター）へと出発した。
- 当時、核物質加工施設における臨界事故については想定されておらず、核物質加工施設を対象とした防災計画も策定されていなかった。そのためJCOの施設境界近傍にはモニタリングポストも設置されていなかった[8]。東海村は国やJCOから臨界事故の状況に関する満足な情報が得られず、村から住民に対する屋内退避の呼びかけの広報が始まったのは、科学技術庁への第一報から1時間15分以上も経過した12時30分からである[6]。なお広報に関しては、東海村村長の村上達也が、政府・茨城県庁の対応を待たず独断で行った[9]。
- 午後0時40分ごろ、内閣総理大臣・小渕恵三（当時）に、事故の第一報が報告され[6]その後、小渕総理がテレビで周辺住民に対し「外出しないように」と呼びかけを行った[10]。また、この事故を受けて小渕内閣は翌10月1日に予定されていた内閣改造を延期、10月5日に改造を行った。
- JCOのわずか400 m北側には常磐自動車道の東海パーキングエリアがあり、ここの利用者も放射線被曝の危険にさらされていた。行楽シーズンの昼間であり、常磐自動車道を閉鎖するまでには大勢の観光客が出入りしていた。
- 9月30日夕方、日本原子力研究所（原研、現：日本原子力研究開発機構）東海研究所の中に国の現地対策本部が置かれた。本来、原研は場所を貸すだけの立場だったが、その対策本部には誰もこの事態に対応できるだけの知識を有する者が居なかったため、やむなく当時 原研の東海研究所長だった斎藤伸三が事故対応の指揮を執ることになった[11]。
- 現地では事故現場から半径350 m以内の住民約40世帯への避難要請、500 m以内の住民への避難勧告、10 km以内の住民10万世帯（約31万人）への屋内退避（10 km圏内の屋内退避要請の発表は20時30分頃、その要請が解除されたのは翌10月1日の16時30分頃であった。）および換気設備停止の呼びかけ、現場周辺の県道、国道、常磐自動車道の閉鎖、JR東日本の常磐線・水戸 - 日立間、水郡線本線・水戸 - 常陸大子間、水郡線常陸太田支線・上菅谷 - 常陸太田間の運休、自衛隊への災害派遣要請[注 2]といった措置がとられた。
- 一方、国の現地対策本部ではタンクの冷却水を抜く方策の検討に入っていた。臨界事故の現場は極めて高い放射線量であり、生きた人間が接近するのは極めて危険な状態である。「自衛隊が遠くから沈殿槽を射撃できないだろうか」との案も出たが、最終的には冷却水の配管を人力で破壊する案が採用された[11]。
- 10月1日未明、冷却水の配管切断作業がようやく始まる。JCO幹部や従業員は放射線被曝の恐怖から何度も作業に消極的になり、誰も臨界事故を収束させようとする作業をしなかったが、現場に派遣された原子力安全委員会委員長代理の住田健二が、「私には命令権はないが、…やる気がないのであれば関係各方面に連絡して強権を発動して命令することになる。ただし、そうなれば…時間がかかるが、そんなことをやってよいのだろうか」と促した[13]。

その結果「うちが起こした事故は、うちで処理しなければならない」と、選抜されたJCO社員18人が2人1組で3分を限度に現場に向かうこととなった。
まず1組目が臨界事故の現場に向かったが作業するためにJCOから貰った図面と現場の沈殿槽の位置が異なっており（図面では沈殿槽は壁から約1 m 離れた位置にあったが、実際は約30 cmしか離れていない位置にあった）直ぐに帰還アラートが鳴ったため確認したところ、計測された線量が当初の予定の2倍になっていた。計画では3分間で交替する予定だったが、これを受けて作業時間の限度を1分間に短縮して次の2組目以降が順次、臨界事故現場に向かい、冷却管の破壊、アルゴンガスを注入して冷却水を抜く、ホウ酸を沈殿槽に投入する、といった作業を行ったところ、急速に線量が低下。連鎖反応を止めることに成功し、臨界は収束した。
中性子線量が検出限界以下になったのが確認されたのは、臨界状態の開始から20時間経った10月1日の朝6時30分ごろであった。
- 現地対策本部で臨界事故収束の指揮を執った原研の斎藤伸三に対策本部員としての肩書が与えられたのは、事故が収束してから数日経ってからのことだった。それまでは対応を指揮した「部外者」という扱いだった[11]。

## 事故原因
本事故の原因は、旧動燃が発注した「常陽」用核燃料の製造工程における、JCOの杜撰な作業工程管理にあった。
JCOは燃料加工の工程において、臨界事故防止（臨界安全）を重視した正規のマニュアルではなく、「裏マニュアル」に沿って作業をしていた。一例を挙げると、原料であるウラン化合物の粉末を溶解する工程では、正規マニュアルでは「溶解塔」という装置を使用すると定められていたが、裏マニュアルではステンレス製のバケツを用いるという手順に改変されていた。しかも事故前日の9月29日からは、作業の効率化をはかるため、この裏マニュアルとも異なる手順で作業がなされていた。具体的には、濃度の異なる硝酸ウラニル溶液を混合して均一濃度の製品に仕上げる均質化工程において、「貯塔」という容器を使用するべきところを「沈殿槽」という別の容器を使用していた。貯塔は臨界に至りづらい形状（背が高く、内径が狭い）であったが、使用目的が異なる沈殿槽は非常に臨界に至りやすい構造（背が低く、内径が広く、冷却水ジャケットに包まれている）であった。
その結果、濃縮度18.8 %の硝酸ウラニル水溶液を不当に大量に貯蔵した容器の周りにある冷却水が中性子の反射材となって溶液が臨界状態となり、中性子線などの放射線が大量に放射された。ステンレスバケツで溶液を扱っていた作業員は「ウラン溶液を溶解槽に移している時に青い光が出た」と証言している。

## 事故被曝者
この事故では、3名の作業員が推定1グレイ・イクイバレント（GyEq）以上の多量の放射線（中性子線）を浴びた。作業員は急性放射線症候群になり、ヘリコプターで放射線医学総合研究所（以下「放医研」）へ救急搬送され、うち2名は造血幹細胞移植の関係から、東京大学医学部附属病院（東大病院）、および東京大学医科学研究所付属病院（東大医科研病院）に転院し、集中治療室での医療が施された。3名の治療経過や、本事故において被曝した者の経過は、それぞれ以下の通り。
| 被曝者          | 被曝線量      | 負傷詳細                                                 | 結果                               |
| --------------- | ------------- | -------------------------------------------------------- | ---------------------------------- |
| 作業員A（35歳） | 16 - 20 GyEq  | 高線量被曝及び染色体破壊、一時心臓停止による多臓器不全   | 1999年12月21日・23時21分死亡       |
| 作業員B（39歳） | 6.0 - 10 GyEq | 高線量被曝及び染色体破壊、MRSA感染による肺炎、多臓器不全 | 2000年4月27日・7時25分死亡         |
| 作業員C（54歳） | 1 - 4.5 GyEq  | 高線量被曝                                               | 治療により回復、1999年12月20日退院 |

- 16 - 20 GyEq（推定16 - 20シーベルト以上[2]）の放射線被曝をした[15]作業員A（当時35歳）は、高線量被曝による染色体破壊により、それにより新たな細胞が生成できない状態となる。まず白血球が低下し易感染状態になったためICUから無菌病室に移動し、実妹から提供された造血幹細胞の移植が行われた。幹細胞移植は成功し白血球の増加が見られたが、時間経過とともに定着した妹由来の造血細胞にも染色体異常が発見され、白血球数が再び減少に転じた。腸粘膜が剥落し、栄養や水分も吸収・消化ができなくなり1日3リットルの下痢が始まりやがて血便となり大量の輸血が行われた。放射線障害により皮膚が形成されなくなり全身の皮膚が剥離。体液の漏出が止まらなくなり、毎日全身を覆うガーゼの交換を半日かけて行う状態となった。呼吸困難も出現し気管挿管の上、人工呼吸器に接続された。麻薬を使った疼痛管理が行われたが苦痛を取り除くには十分ではなかった。事故から59日後の11月27日心停止。蘇生措置により約1時間後に心拍再開したものの、長時間の心停止によるダメージから脳および各臓器の機能が著しく低下したことで治療手段がなくなり、事故から83日後の1999年（平成11年）12月21日23時21分、放射線障害による多臓器不全で死亡した。
- 6.0 - 10 GyEq（推定6 - 10シーベルト[2]）の放射線被曝をした[15]作業員B（事故当時39歳、死亡時40歳）も作業員Aと同様に高線量被曝による染色体破壊を受けたが、造血幹細胞の移植が一定の成果をあげたことにより、一時は警察の事情聴取に応じるまでに回復した。しかし放射線障害により徐々に容態が悪化、さらにMRSA感染による肺炎を併発し[16]、事故から211日後の2000年（平成12年）4月27日7時25分、放射線障害による多臓器不全により死亡した。
- 作業員C（当時54歳）は、臨界に至ったときに、上記2人よりやや距離が離れた場所にいたために被曝量は推定1 - 4.5 GyEqとされた[15]。それでも一時白血球数はゼロになった。だが放医研の無菌病室においてG-CSF製剤などによる治療を受け回復。12月20日に放医研を退院した。
- 臨界状態を収束させるため、作業を行った関係者7人が年間許容線量を越える計画被曝をしたほか、事故の内容を十分知らされずに、被曝した作業員を搬送すべく駆けつけた救急隊員3人が2次被曝を受けた。被曝被害者の受けた最高被曝線量は、最大120ミリシーベルト、50ミリシーベルトを超えたものは6名であった[2]。さらに周辺住民207名への中性子線などの被曝も起こった[15]。最大は25ミリシーベルトで、年間被曝線量限度の1ミリシーベルト以上の被曝者は112名であった[2]。被曝者の総数は、事故調査委員会（委員長：吉川弘之・日本学術会議会長）で認定されただけで667名（2000年4月）であった。

## 刑事責任
この事故では、同時に会社側の刑事責任も問われた。事故から約1年後の2000年10月16日には茨城労働局・水戸労働基準監督署がJCOと同社東海事業所所長を労働安全衛生法違反容疑で書類送検、翌11月1日には水戸地方検察庁が所長の他、同社製造部長、計画グループ長、製造グループ職場長、計画グループ主任、製造部製造グループスペシャルクルー班副長、その他製造グループ副長の6名を業務上過失致死罪、法人としてのJCOと所長を、核原料物質、核燃料物質及び原子炉の規制に関する法律（原子炉等規制法）違反および労働安全衛生法違反の罪でそれぞれ起訴した。
2003年3月3日、水戸地裁は被告企業としてのJCOに罰金刑、被告人6名に対し執行猶予つきの有罪判決を下した。なお、被害者でもある作業員Cは、製造グループ副長としての現場責任を問われ有罪判決を受けた。

## 事故の影響

### 当事者への影響
この事故の結果、JCOは内閣府から加工事業許可取り消し処分を受け、ウラン再転換事業の廃止を余儀なくされた。その後、JCOは2003年にウラン再転換事業の再開を断念して事業規模を縮小し、現在は低レベル放射性廃棄物の保管管理や施設の維持管理事業を行っている他、事故被害者の補償問題への対応も行っている。
親会社の住友金属鉱山も核燃料製造事業とは関係ない営業マンや技術者までも現場の応援に駆け付けた。人事部の常務執行役員でさえ、病院に搬送される作業員の付き添いや地域住民に頭を下げて回るような状態であった。そのためグループ全体の事業運営に支障が出て、翌年の予算編成も出来ないありさまであった。補償費用として150億円の特別損失を計上して、1999年度の黒字額は47億円に留まった。住友金属鉱山ではプラザ合意による円高によって利益率が低下した精錬事業を補うために宝飾品の小売事業や住宅事業、事務サポート事業などの経営多角化が進められており、核燃料の製造受託もその一環として強化された分野であった。どの分野も慢性的な人手不足で経営的資源が不足し安全教育も十分ではなかった。2000年、当時の経営陣は辞任、新執行部によって従来の多角化経営を改めて非鉄金属業への本業回帰が行われるようになった。

### 公共機関への影響
この事故を受けて、原子力災害対策特別措置法が制定されたほか、保安規程の遵守状況の日本国政府による確認、定期検査、主務大臣または原子力安全委員会への申告制度（原子力施設安全情報申告制度、いわゆる内部告発制度）が導入された。
事故当時の陸上自衛隊は、災害派遣要請に基づき、第101化学防護隊（現・中央特殊武器防護隊）を派遣するなどの対処を行った。その後、同年12月に先述の原子力災害対策特別措置法が制定されたことを受け、国会は自衛隊法を改正、自衛隊の行動区分において「災害派遣」とは自然災害による派遣と定義づけ、原子力事故に起因する災害派遣は新たに「原子力災害派遣」を設け（自衛隊法第83条の3）、別個のものとして対処することとなった。

### 経済・産業への影響
事故の影響により、事故施設周辺はもとより、茨城県内全域で農水産物・加工品の返品や値崩れ、旅館や観光施設のキャンセルが相次いだ。
このため、農産物への風評被害があったとして東海村の農家がJCOに損害賠償を請求しており、茨城県がJCOに対する補償窓口を設置した際は、2000年8月31日までに約8000件の被害申出があった。
この教訓は、のちの東北地方太平洋沖地震（東日本大震災）による福島第一原子力発電所事故においても活かされ、茨城県内の農水産団体は、発災当初から各業者による個別請求ではなく、農水産団体による一括しての交渉・請求体制をとった結果、全国に先駆けて、農畜産物及び水産物の補償請求を行った。
発生から間もない10月12日に、水戸芸術館にて開催が予定されていたソプラノ歌手バーバラ・ボニーの水戸リサイタルが中止された。

### 報道への影響
翌10月1日の新聞朝刊から読売新聞や朝日新聞、毎日新聞など各全国紙が足並みを揃えてトップニュースでこの事故を伝えた（第1面と社会面のほぼ全面をこの事故関連の報道に割り当てた）が、事故当日はプロ野球・中日ドラゴンズが明治神宮野球場で11年ぶり5度目のセ・リーグ優勝を決めている。このためか、中日の親会社である中日新聞社が発行する中日新聞（東京新聞）は6大紙（読売・朝日・毎日・東京・日本経済新聞・産経新聞）で唯一第1面および社会面の大部分がこの事故関連の記事と中日優勝関連記事で占められることとなった（38面はこの事故関連、39面は中日優勝関連記事で占められた）。
インターネット上に無関係の写真が被害者の写真として流通している。

### 近隣住民への影響
2023年12月6日午後に日立市役所と東海村役場に車が突っ込む事件が起きたが、容疑者は臨界事故で「健康被害を受けた」と訴えており、この事件もその恨みがあって起こしたと供述している。